# Burg Kuimetz

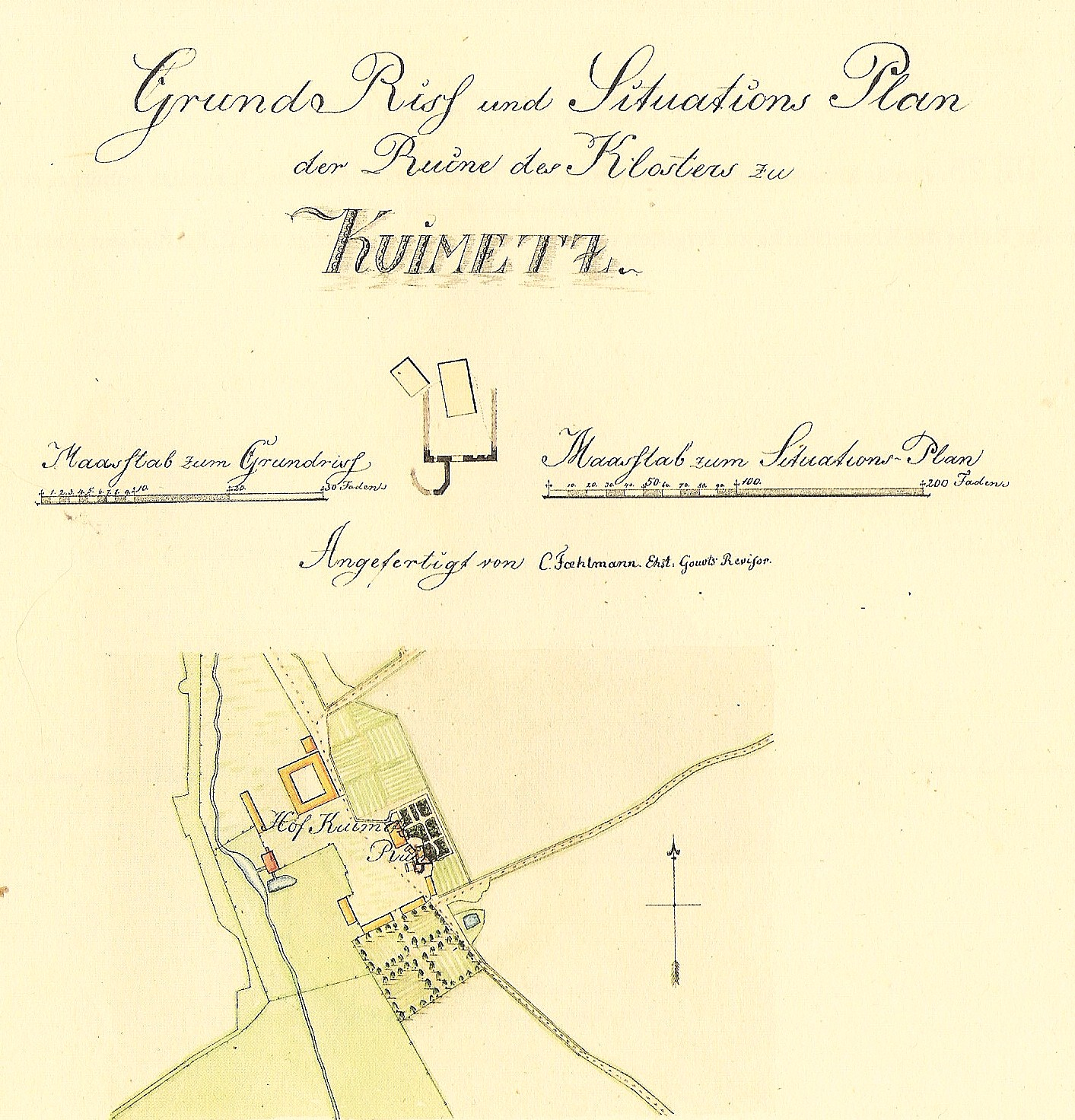
Lage der Ruine
(Aquarell von Carl Fählmann)

Die Burg Kuimetz (estnisch Kuimetsa linnus, Kuimetsa tornlinnus) war eine zum Revaler Zisterzienserinnenkloster St. Michael gehörende Kleinburg im Kirchspiel Jörden im Kreis Harrien. Heute befinden sich die Ruinen in der Gemeinde Rappel, im Dorf Kuimetsa, am Fluss Vatla (deutsch: Pirk).
Die Burg wurde möglicherweise um 1412 erbaut, als das Kloster große Summen zu Bauarbeiten in Reval erhalten hatte. Burg Kuimetz, wie die Burg Kolk, war als Wirtschaftsgut angelegt und wurde wegen der unsicheren mittelalterlichen Verhältnisse befestigt.

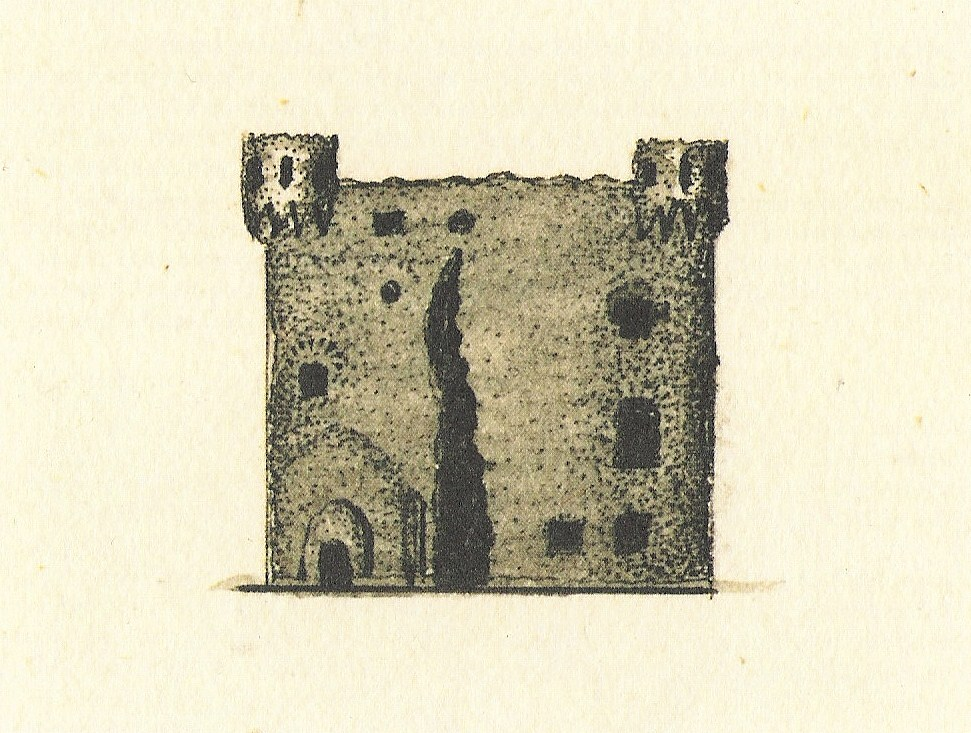
Die Ruine im 19. Jahrhundert
(Aquarell von Carl Fählmann<)

Die Burg brannte 1574 im Livländischen Krieg aus.
Nach dem Aquarell des Landvermessers Carl Fählmann war Burg Kuimetz noch 1827 als dreistöckiger Turm, dessen Ecken mit dekorativen, auf Bogenfriesen sitzenden Erkertürmen verziert sind, erhalten. Heute ist nur das Erdgeschoss des Baus erhalten geblieben, das unter Büschen versteckt ist und an einen Keller erinnert.